# Fabiano Assad
Fabiano Assad (San Paolo, 5 gennaio 1980) è un ex giocatore di calcio a 5 brasiliano naturalizzato italiano.

## Carriera

### Club
Assad ha iniziato la carriera in Brasile indossando le maglie di Guapira, Palmeiras, Euroexport, Corinthias, G.M., Ulbra e Jaraguá.
Nel 2003 si trasferisce in Italia per giocare con il Montesilvano e quindi nella Lottomatica Roma.
Dal 2005 al 2007 milita nella División de Honor spagnola con Prone Lugo e Guadalajara.
Tra 2007 e 2008 gioca nuovamente per il Jaraguá ma già la stagione seguente ritorna in Spagna questa volta con il Manacor. 
Nel dicembre del 2011 viene tesserato dalla Marca Futsal che dopo un anno lo cede alla Luparense. Nell'ottobre del 2012 Fabiano rescinde l'accordo con la Luparense e si accorda con Pescara.
Nell'estate del 2013 il giocatore si trasferisce insieme all'ex compagno Clayton Baptistella nella formazione azera dell'Araz Naxçivan. Dopo un anno vissuto lontano dal nostro campionato, il 16 settembre 2014 raggiunge l'accordo con il neopromosso Latina Calcio a 5 vestendo la maglia dei pontini, tornando così ad accasarsi in una squadra italiana.

### Nazionale
In possesso della doppia cittadinanza, Assad ha esordito con la Nazionale maschile di calcio a 5 dell'Italia il 17 dicembre 2003 durante la partita Italia-Ungheria, valida per le qualificazioni al Mondiale 2004. Nel medesimo incontro, vinto per 7-0 dagli azzurri, realizza la propria prima rete in Nazionale.

## Palmarès

### Competizioni nazionali
- Campionato italiano: 2

Marca Futsal: 2010-2011
Luparense: 2011-2012
- Supercoppa italiana: 1

Marca Futsal: 2011
- Campione della Liga Brasiliana 2002 con Ulbra.
- Taça Brasil de Futsal: 2

Malwee: 2003
Corinthians: 2010
- Campione Gaucho 2001 con Ulbra.

### Competizioni internazionali
- Campionato del Mondo Interclub FIFA 2001 con Ulbra
- Campione Recopa Europa 2005 con l'Azkar Lugo
- Campione Libertadores de America 2008 con il Malwee

### Individuale
- Miglior centrale degli Europei 2007 per la UEFA